# William Percy
William Percy (c. 1570/1574–1648) fue un poeta y dramaturgo inglés, el tercer hijo de Henry Percy, octavo conde de Northumberland (c. 1532–1585), y su esposa Katharine Neville (1545/6–1596). Su hermano mayor, Henry, fue una importante figura  en los círculos culturales y científicos ingleses a finales del siglo XVI y principios del XVII.

## Nacimiento y primeros años
La fecha de nacimiento de Percy es incierta. El año 1574 ha sido aceptado por muchos basándose en la evidencia de la inscripción de Percy en Oxford, que lo identifica con quince años el 13 de junio de 1589. Sin embargo, el obispo Thomas Percy registra que nació en Beamish el 29 de junio de 1570.
Percy asistió a la Universidad de Oxford, donde estudió lógica con el erudito aristotélico John Case, además de italiano y latín. Sin embargo, tuvo un creciente interés por la literatura inglesa contemporánea, incluidas las obras de Gabriel Harvey, Sidney y Spenser.[cita requerida]

## Carrera como escritor
En Oxford, Percy perteneció a un círculo literario que incluía a Barnabe Barnes, cuya obra Parthenophil and Parthenope (1593) estaba dedicado «Al noble y virtuoso caballero, M. William Percy Esquier, su más fiel amigo». Un año después, Percy publicó su propia colección, titulada Sonetos a la Bella Coelia (1594). En el prefacio, Percy afirma que tuvo que publicarlos porque, tras haberle prestado el manuscrito a un amigo, descubrió que estaba a punto de ser impreso sin su consentimiento. Por lo tanto, añadió una epístola en la que instaba al lector de los sonetos a "considerarlos juguetes", prometiendo que "dentro de poco, impartiré al mundo otro poema que será más fructífero y más reflexivo". Incluyó un "Madrigal" dedicado a Barnes, al que se hace referencia con el nombre de "Parthenophil".
Aunque Percy no fue un poeta muy talentoso, su círculo incluía mejores escritores como Charles Fitzgeoffrey quien, en su colección de epigramas latinos Affaniae, elogió las habilidades de Percy. Otros en el mismo grupo fueron los hermanos Mychelbourne, Edward, Lawrence y Thomas. Todos ellos aparecen en los poemas de Percy. Un miembro posterior fue Thomas Campion, quien elogió a Percy en su Epigrammatum II (1619) por su ingenio.[cita requerida]
Percy también escribió obras de teatro, seis de las cuales sobreviven en manuscrito. El Pastoral de las Hadas, o El Bosque de los Elfos, puede haber sido escrita para la visita de Jacobo I a Syon House (la casa en Londres del hermano de Percy) el 8 de junio de 1603. Sin embargo, las instrucciones escénicas de Percy indican que escribió la mayoría de sus obras con la intención de que fueran interpretadas por una de las compañías de adultos de Londres o por los Children of Paul's.  Otras obras suyas conservadas son "Chaunge is no Robberye" o "The Bearing down of the Inne: A Comaedye" (1601), "A Arabia sitiens, or, A Dreame of a Drye Yeare: a Tragaecomodye" (1601), "A Country Tragaedye in Vacunium " (1602), "The Aphrodysial, or, Sea Feast: a Marinall" (1602); su última obra, " Necromantes, or, The Two Supposed Heds: a Comicall Invention" (1632), está designada "Solo para actores". Aunque ninguna de sus obras ha recibido elogios por su mérito literario, "A Arabia sitiens", más recientemente conocida con el título alternativo "Mahomet and His Heaven", resulta interesante porque ofrece una perspectiva de las actitudes inglesas contemporáneas hacia el islam.

## Muerte
Al igual que su hermano mayor Henry, William Percy fue encarcelado en algún momento de su vida, pero en su caso fue principalmente por deudas. Finalmente se estableció en Oxford donde, según Anthony Wood, murió en condiciones precarias: "un soltero anciano en Pennyfarthingstreet, después de haber vivido una vida melancólica y retirada durante muchos años" y fue "enterrado en la Catedral de Cristo, cerca de la tumba de Sir Hen. Gage, el 28 de mayo de 1648".